# Haven van Tianjin
De haven van Tianjin in Tianjin, volksrepubliek China is de 10e grootste haven ter wereld (2020). De haven is gelegen aan de monding van de Hai He-rivier en langs de westelijke kustlijn van de Golf van Bohai. Eigenlijke havens zijn Dagu, Tanggu (buitenhaven aan de Golf van Bohai), Beitang en Hangu(zhan). Het stadscentrum van Tianjin ligt 60 kilometer westelijker landinwaarts en 170 km ten zuidoosten van Peking.

## Overslagcijfers
Er zijn scheepvaartverbindingen met meer dan 600 havens in 180 landen. In 2008 bedroeg de overslag meer dan 8,5 miljoen TEU containers en 366 miljoen ton vracht, in 2012 was deze verder gestegen tot 476 miljoen ton, waaronder 12,3 miljoen TEU containerverkeer. In 2022 bedroeg de overslag 549 miljoen ton.
| Jaar | Overslag | Groeicijfer |
| ---- | -------- | ----------- |
| 1985 | 18,6     |             |
| 1990 | 20,6     | 11,2%       |
| 1995 | 57,9     | 180,5%      |
| 2000 | 95,7     | 65,3%       |
| 2005 | 240,7    | 151,6%      |
| 2010 | 413,3    | 71,7%       |
| 2015 | 540,5    | 30,7%       |
| 2017 | 500,6    | -           |
| 2022 | 549,0    | 9,8%        |